# Club Jeunesse Ben Guerir
Chabab Ben Guerir (CBG) is een Marokkaanse voetbalclub uit Ben Guerir. De club werd opgericht in 1952 en speelt in het Stade Municipal Ben Guerir dat plaats biedt aan 4.000 mensen.
Raja de Beni Mellal ·
Club Jeunesse Ben Guerir ·
Rachad Bernoussi ·
Youssoufia Berrechid ·
Maghreb Fez ·
Wydad de Fès ·
JA Kasbah Tadla ·
KAC Kenitra ·
Jeunesse Massira ·
Mouloudia Oujda ·
US Musulmane d'Oujda ·
AS Salé ·
Union de Sidi Kacem ·
Wydad de Témara ·
Ittihad Zemmouri de Khémisset